# روجر دينتون
روجر دينتون (بالإنجليزية: Roger Denton)‏ (1953 في المملكة المتحدة - ) هو لاعب كرة قدم بريطاني في مركز الظهير. لعب مع برادفورد سيتي وبولتون واندررز ونادي روتشديل.